# 4838 Біллмаклоглін
4838 Біллмаклоглін (4838 Billmclaughlin) — астероїд головного поясу, відкритий 2 липня 1989 року.
Тіссеранів параметр щодо Юпітера — 3,527.